# 1907 في جمهورية أيرلندا
فيما يلي قوائم الأحداث التي وقعت خلال عام 1907 في جمهورية أيرلندا.

## ظهور
- 1 يناير – صورة الفنان في شبابه كتاب من تأليف جيمس جويس.

## كتب
من الكتب التي صدرت هذه السنة في جمهورية أيرلندا:
- 1 يناير – موسيقى الحجرة من تأليف جيمس جويس.

## مواليد

### يناير
- 1 يناير – هنري تيريل سميث

## وفيات

### يناير
- 20 يناير – أغنيس ماري كلرك (مواليد 1842) عالمة فلك بريطانية.

### يونيو
- 21 يونيو – لينا رايس (مواليد 1866) لاعبة كرة مضرب أيرلندية.

### نوفمبر
- 17 نوفمبر – فرانسيس ليوبولد مكلينتوك (مواليد 1819)